# Sillings
Les Sillings sont l'un des deux principaux rameaux du peuple vandale, scindé depuis le IIIe siècle au moins en deux groupes tribaux, les Hasdings et les Sillings. En Germanie, les Sillingues sont installés sur un territoire correspondant à-peu-près à l'actuelle Silésie, région qui lui doit peut-être son nom.

## Histoire
Après la traversée du Rhin (hiver 406/407), l'invasion de la Gaule (407/409) puis de l'Hispanie (à partir de 409) aux côtés des Hasdings, des Suèves et de quelques clans alains, les Sillings s'installent en 411 au sud de la péninsule ibérique, en Bétique, et les Hasdings dans le Nord-Ouest, en voisin des Suèves, installés plus au nord (Galice).
En 418, alors conduits par leur roi Fredebal, ils sont sévèrement battus par les Wisigoths, envoyés dans la péninsule par Rome pour la « nettoyer » des « Barbares ». Les Alains échappent de peu à l'extermination tandis que les Suèves sont eux aussi durement battus et doivent se contenter de la Galice ; quant aux Sillings, ils sont quasiment exterminés et leur roi Fredebal est capturé.
Le peuple, réduit et sans roi, doit rejoindre les Hasdings installés dans le Sud, en Bétique (Andalousie). Sillings et Alains décident de choisir pour autorité le roi hasding Gondéric.
En 429, les Vandales et Alains s'installent en Afrique du Nord et fondent un royaume qui dura jusqu'en 530.